# Bàkhmatx
Bàkhmatx (ucraïnès: Бахмач, pronounced [ˈbɑxmɐtʃ]) és una ciutat situada al raion de Nijin de la província de Txerníhiv, al nord d'Ucraïna. Acull l'administració de la hromada urbana de Bàkhmatx, una de les hromades d'Ucraïna. Té una població de 17.192 (2021).

## Història
Bàkhmatx va ser esmentat per primera vegada l'any 1147 al Còdex Hipatià. El ràpid desenvolupament va començar a les dècades de 1860 i 1870 quan la línia de ferrocarril Libau-Romni, propera, estava en construcció. La batalla de Bàkhmatx es va lluitar entre la legió txeca a Rússia i les forces alemanyes que ocupaven Ucraïna. Després d'una victòria de la Legió, els alemanys van negociar una treva. El gener de 1919, la ciutat va ser el lloc de batalles entre les forces invasores bolxevics i la Divisió Txornomorska, que intentava mantenir l'Ucraïna del marge esquerre sota el control de l'exèrcit de la República Nacional d'Ucraïna (UNR). Durant la Segona Guerra Mundial, Bàkhmatx va estar sota ocupació alemanya des del 13 de setembre de 1941 i va ser alliberat el 9 de setembre del 1943 per la 75a Divisió de Rifles de la Guàrdia.

### Orígens del nom
Un etnògraf explica el nom de la ciutat:
"La paraula Bahmach pertany a les antigues paraules turques que s'utilitzaven a Ucraïna abans de la invasió. "Bahmach" en turc significa "plantacions". indica que hi havia, potser a finals del primer mil·lenni aC a Kíiv i Txerníhiv, zones de poble turc de les hordes turques, que van anomenar la terra el seu assentament".
No obstant això, l'historiador més autoritzat de la ciutat de Bahmach, Vladímir Stepanovitx Ievfimovski, indica que l'assentament es basa en el riu Bahmach i, per tant, es va originar en una tradició agrícola.

### Temps antics (segleX)
La defensa de la ciutat vella és un dels assentaments més antics d'Orient. Esmentat per primera vegada l'any 1147 a "El conte dels anys passats" del Còdex Hipatià, i va pertànyer al principat de Txernigov, però aviat va ser destruït juntament amb les ciutats de Vivoloz, Torre Blanca, Uniz (ara el poble de Sivolozh, Białowieża i la ciutat de Nijin) durant la lluita feudal entre els prínceps Olegovitxi Txernihiv i Mstislavovitx Kíiv.

### Època polonesa i cosaca (segleXVII)
A la primera meitat del segle XVII, al lloc de l'antiga ciutat de Bahmach va renéixer amb el mateix nom (en aquest període es van reconstruir moltes ciutats com Nijin, Konotop, Baturin, Borzna, Ítxnia).
El 1648, durant la guerra sota la direcció de B. Khmelnitski, els residents de Bàkhmatx es van formar com a part d'un regiment de Txernigov Sotnia ; així, fent de la ciutat una "ciutat de Sòtnia".
Alguns dels famosos capitans de Sòtnia de Bàkhmatx :
- Bilotserkivets Panko Omelianovitx (? -1649-?)
- Pavlo S. Tixxenko (? -1654.01. -?)
- Hrodetski John S. (? -1661-?)
- Pavlo S. Tixxenko (? -1662.10.-1666-?)
- Hrodetski John S. (? -1669.02. -?)
- Pasxenko Jacob (? -1672-?)
- Bilotserkivets Michael Omelianovitx (? -1676-?)
- Biliak Theodore L. (? -1682.07. -?)
- (Dan el Terrible, abans de 1689),
- R. Stephen (1695-1700)
- Sawicki Samilo (1700-?)

### Companys de Hetman Mazepa (seglesXVII-XVIII)
Bàkhmatx i la veïna Holinska Sòtnia eren una mena de guàrdia per a l'hetman Ivan Mazepa, que estaven especialment compromesos amb els seus capitans, i donaven suport a la seva unió amb Suècia; que estava contra els destructors i usurpadors de Moscou, Baturin.
A finals del segle XVII, prop de Bàkhmatx, Mazepa va "patrocinar" la construcció de la plantació del parc del palau VI. Aquesta residència de camp era per a Hetman, cosa que era incòmode per mostrar als altres". Això va portar a Philip Orlik el jesuïta Zelenski amb el versàtil rei polonès. L'octubre de 1708, Mazepa va ser enviat des del palau a Carles Bystritski XII amb una declaració: "Vine a Bàkhmatx tu mateix i jura públicament per l'Evangeli... això no és per al propi benefici privat, sinó pel bé comú de tot el poble. la pàtria i les tropes donaran el patrocini al rei de Suècia”.
Des del 1781, Bàkhmatx era un municipi del raion de Konotop dins de l'oblast de Txerníhiv. Bàkhmatx va obtenir l'estatus oficial l'any 1938.

### Sota l'Imperi Rus (segleXIX)
Bàkhmatx era coneguda com una ciutat " txumak " que comercialitzava sal de Crimea i peix Txerkassi al mercat.
El 1866, la ciutat i el raion de Konotopski dins de l'óblast de Txernigov, la població era de 5.270 (2.399 homes; 2.550 dones). Hi havia: 601 corrals, dues esglésies ortodoxes, una cort rural, basars i fires.
El ràpid desenvolupament de Bàkhmatx va començar després de la finalització dels ferrocarrils Kursk-Kíiv i Libau-Romni (1873) del 1869. Després, es va construir l'estació i el ferrocarril del poble, que va marcar l'inici de la ciutat moderna.
L'any 1885 tenia 4.741 habitants. Hi havia: 888 corrals de granja, tres esglésies ortodoxes, 2 escoles, una oficina de correus, una fonda, 10 cases, una botiga, un molí de vent, alguns mercats i fires anuals.
En el cens del 1897, el nombre d'habitants va pujar a 6.844 persones (3.355 homes; 3.489 dones), 6.623 dels quals eren ortodoxos.
El cens del 1897 la població era de 839 habitants (449 homes; 390 dones), 617 dels quals eren ortodoxes, 170 dels quals eren jueus.
Al cens del 1897, la població era de 1.047 habitants (532 homes; 515 dones), 624 dels quals eren ortodoxos, 321 dels quals eren jueus.
El 1892 es va obrir l'escola Zemstvo per a fills de treballadors del ferrocarril. A Bàkhmatx, un molí de vapor va començar a funcionar el 1894 i una destil·leria el 1894.
El 1903 i el 1905 es va produir una vaga entre els treballadors del ferrocarril.

#### Assentaments ferroviaris que existien de manera aïllada
- Kíiv-Voronezh
- Libau-Romni

### Després de 1917
10 de novembre de 1917
Hi va haver un intent de declarar a Bàkhmatx un govern comunista, però va fracassar. El comandament militar del Consell Central es va reprendre ràpidament i les autoritats ucraïneses van prendre el control de l'important punt ferroviari. Les unitats centrals de la divisió blava de Bàkhmatx de la UNR es trobaven a set escoles locals.
15 de gener de 1918
Les tropes de Moscou i els bolxevics de Petrograd amb el regiment de cosacs vermells van assaltar Bàkhmatx i van capturar l'Ajuntament i el nus ferroviari.
Fins al 18 de juliol del 2020, Bàkhmatx va servir com a centre administratiu del raion de Bàkhmatx. El raion va ser abolit el juliol del 2020 com a part de la reforma administrativa d'Ucraïna, que va reduir el nombre de raions de l'oblast de Txerníhiv a cinc. L'àrea del Raion de Bàkhmatx es va fusionar amb el Raion de Nijin.

## Demografia

### Població
- 16.270 (1970)
- 22.824 (1989)
- 20.332 (2001)
- 18.441 (2016)

### Distribució de la llengua nativa(2001)
| Ucraïnès | rus   |
| -------- | ----- |
| 95,03%   | 4,51% |

## Transport
La ciutat té tres estacions de ferrocarril:
1. Bàkhmatx -Pasazhirski
2. Bàkhmatx -Kivski
3. Bàkhmatx -Homelski .

## Cultura

### Mitjans de comunicació
- Bàkhmatx diari regional independent "Advisor" «Порадник»
- El diari del districte "Voice Pryseymiv'ya" «Голос Присеймів'я»